# West Point (Utah)
West Point ist eine Stadt im Davis County des US-Bundesstaates Utah. Der Ort ist Teil des Großraums Ogden-Clearfield.

## Geografie
West Point liegt an der Ostküste des Großen Salzsees, und entlang der westlichen Grenzen erstreckt sich ein ausgedehntes Netz von Feuchtgebieten. Diese Gebiete sind für Zugvögel von großer Bedeutung.
Im Norden liegen die Städte Clinton und Hooper, im Osten Clearfield und im Süden die Stadt Syracuse.

## Geschichte
West Point wurde erstmals im März 1867 von Europäern besiedelt und nach der United States Military Academy in West Point benannt. Vor der Gemeindegründung wurde die Region informell "South Hooper" und "Muskrat Springs" genannt.

## Demografie
Nach der Volkszählung von 2020 leben in West Point 10.963 Menschen. Die Bevölkerung teilt sich 2019 auf in 87,5 % Weiße, 0,2 % Afroamerikaner, 1,3 % amerikanische Ureinwohner, 2,9 % Asiaten, 0,9 % Ozeanier und 3,9 % mit zwei oder mehr Ethnizitäten. Hispanics machten 7,7 % der Bevölkerung von West Point aus. Das mittlere Haushaltseinkommen lag 2019 bei 92.655 US-Dollar und die Armutsquote bei 2,9 %.

## Persönlichkeiten
- James L. Sundquist (1915–2016), Politikwissenschaftler